# 木下康介
木下康介（1994年10月3日—），日本足球運動員，司職前鋒，現效力日職球隊京都不死鳥。

## 俱樂部生涯
木下康介身高达到1.90米，此前并未有过日本职业足球联赛的出场经历，早年间曾在横滨FC青年队效力。
2013年，19岁的木下康介前往欧洲，加盟德国弗赖堡U19青年队，此后3年他都留在弗赖堡，并且代表弗赖堡二队征战过德国足球地区联赛(第四级别)。
2016年，木下康介转投德国地区足球联赛球队洪堡，至此已经22岁的他还未曾有过顶级联赛的出场经历。
转机出现在2017年，木下康介从德国来到瑞典，加盟了当时还在瑞典足球超级联赛的咸史达斯。2017年木下康介出场8次打入1球，不幸的是球队降级。
瑞典超第十八轮，哈尔姆斯塔德主场6:1大胜延雪平，日本高中锋木下康介上演助攻帽子戏法。2018年赛季在瑞典二级联赛中出场29次、进13球。
前日本U19国青队队员木下康介在1月份从瑞典的哈尔姆斯塔德转会来到了比甲球队圣特雷登。
木下康介在比甲联赛第25轮圣图尔登2:1击败贝弗伦的比赛中在第89分钟的进球，帮助球队绝杀，这也是木下康介在比甲联赛的首秀和联赛首球。
2019年8月，木下康介从比甲转投到了挪威足球超级联赛的斯塔贝克。上赛季后半段，木下作为球队的替补，登场了9场比赛累计时间208分钟，没有进球或助攻。
联赛第9轮，客场作战的斯塔贝克3比1击败了奥勒松，木下康介在比赛中为客队首开记录。
挪超联赛第19轮斯塔贝克2:0击败斯达，日本前锋木下康介第77分钟替补登场，第81分钟打入1球。本赛季挪超木下康介出场15次打入3球。
在挪威斯塔贝克旅欧的日本高中锋木下康介加盟浦和红钻。

## 外部連結
- transfermarkt.deによる紹介 （页面存档备份，存于）